# William Gordon Welchman
Pour les articles homonymes, voir William Gordon (homonymie) et Welchman.
William Gordon Welchman, né le 15 juin 1906 et mort le 8 octobre 1985, était un mathématicien britannique et un cryptographe de la Seconde Guerre mondiale, à Bletchley Park.

## Biographie
Welchman est nommé à la tête de la sixième section des services du chiffre (Alan Turing était le chef de la section huit). La Hutte 6 était chargée de percer le chiffre des machines Enigma de l'Armée de terre (Heer) et de l'Armée de l'air allemandes.
Welchman conçoit une amélioration de l'architecture de l'appareil électromécanique de décryptage, la « bombe cryptologique » de Turing. Cette amélioration, connue sous l'appellation de « diagonal board », a rendu l'appareil plus efficace dans l'attaque des messages chiffrés à l'aide de la machine Enigma allemande. Ces « bombes » ont été les principaux outils du décryptage d'Enigma, pendant la guerre.
Après la guerre, Welchman émigre aux USA où il travaille pour l'industrie de défense.
En 1982, il publie ses mémoires, décrivant comment le chiffre Enigma de la Luftwaffe a été brisé. Ses anciens collègues sont horrifiés par ce qu'ils considèrent comme une violation du secret. Le gouvernement américain retire l'habilitation de Welchman. En 1985, il est pourtant autorisé à publier un long article détaillé sur le même sujet, et aura ainsi divulgué tout ce dont il pouvait se souvenir. Welchman meurt la même année.

## Publication
- Gordon Welchman, The Hut Six Story: Breaking the Enigma Codes, nouvelle édition: M & M Baldwin décembre 1997, publication originale 1982.  (ISBN 0947712348).